# 李梅 (清朝)
李梅（?—?），贵州晴隆人，清朝政治人物。同進士出身。

## 生平
乾隆十年（1745年）乙丑科進士，三甲七十六名，后事不詳。